# Spam social
Spam social refere-se ao conteúdo de spam indesejado que aparece nas redes sociais e em qualquer website que tenha conteúdos gerados pelos usuários (comentários, chat, etc). Ele pode se manifestar de várias formas, incluindo mensagens em massa, palavras de baixo calão, insultos, discurso de ódio, links maliciosos, resenhas fraudulentas, amigos falsos e informações pessoalmente identificáveis.

## História
Conforme os filtros contra spam de emails foram se tornando mais efetivos, capturando mais do que 95% dessas mensagens, os spammers passaram a atacar um novo alvo – a web social.  Mais de 90% dos usuários de redes sociais já sofreram com spam social de alguma forma. A "spameação" (em inglês:  "spamming") pode ser feita com o uso de robôs de spam (em inglês:  spambots), contas falsas ou por pessoas reais. Muitas vezes, os spammers sociais se aproveitam das notícias de última hora de websites para plantarem links maliciosos ou dominarem a seção de comentários com conteúdo ofensivo ou que atrapalhem aquela seção.
O spam social está em crescimento e analistas relatam um aumento de três vezes em seis meses nesse tipo de atividade. Estima-se que até 40% de todas as contas de usuários em redes sociais sejam fakes, dependendo do site. Em agosto de 2012, o Facebook admitiu em seu documento regulatório que 8.7% de suas 955 milhões de contas eram falsas.

## Tipos

### Spam
O spam comercial é um comentário com conteúdo de caráter comercial irrelevante à discussão em questão. Muitos dos antigos conteúdos de spam de email ressurgiram nas redes sociais, desde as propagandas do Viagra até os scams de trabalhar em casa, ou de mercadorias falsificadas. Uma análise recente mostrou que os spammers sociais estão mudando um pouco suas preferências em relação aos conteúdos, com as roupas e os esportes representando 36% de todas as postagens. Outros incluíam: a pornografia e os comprimidos (16%), o desenvolvimento web/SEO (23%) e os créditos imobiliários (12%).

### Spam de redes sociais
Spam de redes sociais é o spam dirigido especificamente a usuários de serviços das redes sociais, tais como Google+, Facebook, Pinterest, LinkedIn ou MySpace. Especialistas estimam que até 40% das contas de redes sociais são usadas para o spam. Esses spammers podem utilizar as ferramentas de busca da rede social para atingir certos segmentos demográficos, ou usar grupos ou fanpages comuns para enviar notas a partir de contas fraudulentas.  Tais notas podem incluir links embutidos para sites pornográficos ou de outros produtos concebidos para a venda de alguma coisa.  Em resposta a isso, várias redes sociais incluíram um botão de "denunciar spam/abuso" ou um endereço para contato. Os spammers, porém, mudam frequentemente seus endereços de uma conta descartável para outra, tornando-os, assim, mais difíceis de serem rastreados.
Certas páginas do Facebook contendo imagens e texto pedindo aos leitores para, por exemplo, "mostrar o seu apoio" ou para "votar", são usadas para coletar likes, comentários e compartilhamentos, que melhoram a classificação da página. A página é então levemente modificada e vendida com fins lucrativos.

### Envio em massa
Os envios em massa são um conjunto de comentários repetidos múltiplas vezes com o texto igual ou muito parecido. Essas mensagens, também chamadas de spam-bombs, podem vir na forma de um spammer enviando mensagens duplicadas para um grupo de pessoas num curto período de tempo, ou através do uso de muitas contas de spam ativas postando mensagens duplicadas simultaneamente. O envio massivo de mensagens pode fazer com que certos tópicos ou hashtags fiquem altamente populares. Por exemplo, em 2009 um grande número de contas de spam começou a postar links simultaneamente para um website, fazendo com que a hashtag "ajobwithgoogle" (em português:  "umtrabalhocomgoogle") se tornasse popular.

### Linguagem ofensiva
Comentários enviados por usuários que contêm palavras de baixo calão ou ofensas são classificados como ofensivos. Uma das técnicas comuns para burlar a censura inclui a "camuflagem" (ou "cloaking", em inglês), que funciona utilizando-se símbolos e números no lugar de letras, ou inserindo-se pontuação na palavra (por exemplo, "p.a.l.a.v.r.a.s" em vez de "palavras"). As palavras ainda são reconhecíveis pelos olhos humanos, embora sejam frequentemente ignoradas pelas ferramentas de monitoração do website, devido ao erro ortográfico.

### Insultos
Os insultos enviados por usuários são comentários que apresentam uma linguagem levemente ou fortemente insultuosa contra uma ou mais pessoas. Esses comentários vão desde xingamentos mais leves até os graves bullyings. Os praticantes de bullying online se utilizam frequentemente de insultos em suas interações, conhecidas como cyberbullying. Esconder-se por trás de um nome de tela permite aos usuários postarem comentários rudes e insultosos protegidos pelo anonimato. Como consequência, seus autores raramente são responsabilizados por suas ações e comentários.

### Ameaças
Ameaças de violência enviadas por usuários são comentários que contêm ameaças leves ou fortes de violência física contra uma pessoa ou um grupo. Em setembro de 2012, Eric Yee foi preso ao fazer ameaças em uma seção de comentário da ESPN. Ele começou a discutir sobre o alto preço dos sapatos de LeBron James, mas a discussão se transformou rapidamente numa série de comentários racistas e insultuosos, além de ameaças contra crianças. Este é mais um grave exemplo de spam social.

### Discurso de ódio
Discurso de ódio enviado pelo usuário é um comentário que contém conteúdo extremamente ofensivo dirigido a pessoas de uma determinada raça, gênero, orientação sexual, etc. De acordo com um levantamento feito pelo Conselho da Europa por toda a Europa, 78% dos entrevistados se depararam com discurso de ódio online; 40% se sentiram pessoalmente atacados ou ameaçados; e 1 em cada 20 postaram esse comentário de ódio.

### Links maliciosos
Comentários enviados pelo usuário podem incluir links maliciosos que, inapropriadamente, prejudicam, induzem o usuário ao erro ou, de outra forma, causam danos a usuário ou ao computador. Esses links são encontrados geralmente em sites de vídeos de entretenimento, como o YouTube. Quando você clica em links maliciosos podem ocorrer várias coisas, desde o download de malware ao seu dispositivo, até direcionar você a sites projetados para roubar suas informações pessoais, ou mesmo fazer com que usuários participem de campanhas publicitárias ocultas sem saberem disso. Programas maliciosos podem ser muito perigosos para o usuário e são capazes de se manifestar de diversas maneiras, como o vírus, worm, spyware, cavalo de troia ou adware.

### Resenhas fraudulentas
Resenhas fraudulentas de um produto ou serviço são aquelas feitas por usuários que nunca utilizaram de verdade tais serviços e que, portanto, são insinceras ou enganosas. Elas são frequentemente solicitadas pelo proprietário do produto ou serviço, que contrata resenhas positivas, conhecidas como "resenhas por contrato". Algumas empresas tentam combater esse problema alertando os usuários de que nem todas as resenhas são genuínas.

### Amigos falsos
Amigos falsos ocorre quando várias contas falsas se conectam ou se tornam "amigas". Estes usuários ou spambots frequentemente tentam ganhar credibilidade ao seguirem contas verificadas, tais como aquelas de celebridades e de figuras públicas. Se o dono da conta genuína passa a seguir o spammer, ele acaba legitimando a conta de spam, permitindo-a que cause mais danos.

### Informação pessoalmente identificável
Comentários enviados pelo usuário que mostram inapropriadamente nomes completos, endereços físicos, endereços de e-mail, números de telefone ou números de cartão de créditos são considerados como vazamento de informações pessoalmente identificáveis.